# Jaculus (Mythologie)

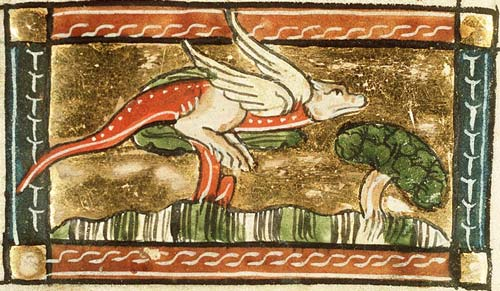
Jacob van Maerlant, Der naturen bloeme (1270), Folio 124v

Der Jaculus (oder iaculus, lateinisch iaculum = Wurfspieß/Speer) ist eine kleine mythische Schlange oder ein Drache. Er kann mit Flügeln dargestellt werden und hat manchmal Vorderbeine. Er wird gelegentlich auch als Speerschlange oder Zornnatter bezeichnet.

## Mythologie
Lukan erwähnt, in Buch 9, 720 seiner Pharsalia, dass der Jaculus sich in Bäumen verbirgt und daraus auf seine Opfer springt, und beschreibt sein Verhalten etwas ausführlicher in den Zeilen 822–877: „Siehe da, von fern, von einem dürren Eichenstumpf aus schoss eine grausame Schlange herbei: sie warf sich – in Afrika nennt man sie Speerotter – auf das Haupt des Paulus und verließ schnell wieder die durchbohrten Schläfen. Dort jedoch wirkte kein Gift; der Tod raffte ihn durch die Wunde dahin. Man fand heraus, wie langsam Blei im Vergleich fliegt, das eine Schleuder davonwirbelt, und wie träge der Luftzug eines skythischen Pfeiles zischt.“ Bei Plinius dem Älteren findet sich in Buch 8, Kapitel 35 folgende Beschreibung: „Die Zornnatter soll sich von den Bäumen herunterschwingen, man müsse also nicht nur die Füße vor den Schlangen in acht nehmen, da sie auch wie abgeschossene Pfeile durch die Luft fliegen. Der Hals der Vipern schwelle an, und es gebe kein anderes Mittel gegen ihren Biß, als die verletzten Teile abzuschneiden.“ Auch Gaius Plinius Secundus Maior nennt den Jaculus in seiner Naturalis historia, Aelian in seinen Tiergeschichten (Buch 6), sowie Isidor von Sevilla in seinen Etymologiae (Buch 12, 4.49). In dem mittelalterlichen Aberdeen Bestiarium und dem Bestiarium von Oxford wird der iaculus beschrieben als Speerschlange oder als Schlange, die von Bäumen fliegt.
Dieses ähnelt der Malagasy-Folklore über die Fandrefiala, identifiziert als Ithycyphus miniatus, eine kleine Schlange mit v-förmigen Markierungen auf dem Kopf, die einer Speerspitze gleichen. Ihr wird nachgesagt, dass sie durch Werfen von Blättern sorgfältig ihren Angriffsweg plant, bevor sie sich mit so großer Kraft auf potentielle Opfer wirft, dass sie einen Metalltopf zerbrechen könnte. Die Kollision ist unausweichlich tödlich sowohl für das Opfer als auch für die Schlange.
Ein jaculus findet sich auch in der altnorwegischen Romanze Yngvars saga víðförla. Hier wird er als extrem großer Drache (dreki) beschrieben.

## In der Renaissance
Leonardo da Vinci erwähnt in seinen Notizbüchern einen Iaculus, der von Bäumen springt und seine Opfer aufspießt.

## Populärkultur
- Eine der Einheiten, die im 1999 von New World Computing veröffentlichten rundenbasiertem Strategiespiel Heroes of Might and Magic III verfügbar sind, ist die Serpent Fly, die dem Jaculus ähnelt und deren Upgrade Dragon Fly.
- Jaculi werden kurz als Serpens volucer erwähnt in Monsterology: The Complete Book of Fabulous Beasts.[9] Kennzeichen  aufgespießte Beute und Pfützen mit rosa Dung.
- In Yu-Gi-Oh! ist das Monster „Mecha Phantom Beast Jaculuslan“ teilweise inspiriert von einem Jaculus.